# Michel na Balada
Albums de Michel Teló
Ao Vivo
(2010)
Michel na Balada ou Na Balada est le premier album live du chanteur brésilien Michel Teló, sorti le 18 décembre 2011.
L'album se classe dans le top 10 de nombreux pays sous l'impulsion du 1er single dont il est extrait Ai se eu te pego sortie en 2011. Michel na Balada se classe 2e au Brésil, au Portugal, en Suisse et 3e en Argentine.

## Liste des pistes CD
CD
1. Ai se eu te pego (2:50)
2. Humilde residência (3:13)
3. Coincidência (3:03)
4. Vamo Mexê Part. Especial: Bruninho & Davi] (2:44)
5. Se eu não for (2:50)
6. Desce do muro (2:31)
7. Pra ser perfeito (3:07)
8. Pensamentos bons Part. Esp.: Teófilo Teló) (3:21)
9. Se intrometeu (2:47)
10. Eu te amo e Open Bar (3:22)
11. Fugidinha (3:07)
12. Ponto certo (3:16)
13. E mara (2:53)
14. Pop-porri (medley) "Telefone Mudo" / "Boate Azul" (3:28)
15. Vida bela vida (4:02)

## Liste des pistes DVD
Les chansons ne sont pas dans le même ordre, la piste Ei, psiu beijo me liga est également inclus.
Le DVD contient 3 clip vidéo en bonus avec Pra ser perfeito, Ai se eu te pego, plus un "Making of" du clip.
1. Ai se eu te pego
2. Humilde residência
3. Coincidência
4. Se Intrometeu
5. Se eu não for
6. Pra ser perfeito
7. Desce do muro
8. Pensamentos bons (Part. especial Teofiló Teló)
9. Eu te amo e Open Bar
10. Fugidinha
11. Ponto certo
12. Vamo Mexê (Part. especial Bruninho & Davi)
13. E mara
14. Pop-porri (medley)  Telefone Mudo / Boate Azul
15. Vida bela vida
16. Ei, psiu beijo me liga

Bonus:
- Music clip Pra ser perfeito
- Music clip Ai se eu te pego!
- Making Of

## Classements et certifications
| Classement (2012)                          | Meilleure position |
| ------------------------------------------ | ------------------ |
| Argentine CAPIF                            | 3                  |
| Autriche Ö3 Austria Top 40                 | 10                 |
| Belgique Ultratop (Flandre)                | 14                 |
| Belgique Ultratop (Wallonie)               | 29                 |
| Brésil Top 20 Semanal ABPD                 | 2                  |
| Pays-Bas MegaCharts                        | 13                 |
| France SNEP Classement album               | 4                  |
| Allemagne Classement album                 | 11                 |
| Italie Classement album                    | 53                 |
| Mexique AMPROFON                           | 22                 |
| Pologne Polish Music Charts                | 6                  |
| Portugal Associação Fonográfica Portuguesa | 2                  |
| Portugal Portuguese DVD Chart              | 3                  |
| Espagne PROMUSICAE                         | 10                 |
| Suisse Classement album                    | 2                  |

| Pays           | Certifications |
| -------------- | -------------- |
| Pologne (ZPAV) | Or             |
| Portugal (AFP) | Platine        |
| Suisse (IFPI)  | Or             |
| France (SNEP)  | Or             |